# ریو آسومی
ریو آسومی (انگلیسی: Rio Asumi؛ زادهٔ ۲۶ ژوئن ۱۹۸۵) بازیگر اهل ژاپن است.